# Vetluga (folyó)
A  Vetluga (oroszul Ветлуга) folyó a Kelet-európai-síkságon, Oroszország európai részének középső vidékén, a Volga bal oldali mellékfolyója.

## Földrajz
Hossza: 889 km, vízgyűjtő területe: 39 400 km², évi közepes vízhozama a torkolat felett: 255 m³/s.
Két kis folyó összefolyásával veszi kezdetét; a Kirovi terület nyugati szélén (163 km), a Kosztromai terület keleti tájain (298 km), a Nyizsnyij Novgorod-i terület északi felén (323 km) és Mariföld nyugati részén (105 km) folyik keresztül.
A forrástól kezdetben észak felé halad, a Kosztromai területen előbb nyugat felé, majd dél felé folyik tovább, Sarja város alatt nagy, hurokszerű kanyart téve délnyugati, majd fokozatosan délkeleti irányba fordulva folytatja útját, végül Kozmogyemjanszk város felett, a Volgán létesített Csebokszári-víztározóba torkollik.
A Vetluga alapvetően síksági folyó. Felső szakaszán többnyire fenyvesekkel borított, alacsony partok között, lomhán folyik, szélessége sehol nem haladja meg az 50 m-t. Völgye lejjebb kiszélesedik, 20–40 m magas, gyakran meredek, erdőkkel fedett jobb partját árkok szabdalják; alacsony bal partjának árterében mocsaras, holtágakkal borított erdős részek és kiterjedt rétek váltakoznak. A középső és alsó szakaszon a meder mélysége 2–3 m, szélessége 100–120 m, száraz nyarakon ennél kevesebb. Áradások idején a torkolathoz közeli alacsony partjai mindkét oldalon víz alá kerülnek.
A folyó november elejétől áprilisig befagy. Tavaszi árvize van, túlnyomórészt olvadékvizekből táplálkozik. Bővíz idején a torkolattól a Vohma mellékfolyó torkolatáig (kb. 700 km), egyébként Vetluzsszkij településig (Nyizsnyij Novgorod-i terület) hajózható.

## Mellékfolyók
Legnagyobb mellékfolyói:
- jobbról: felső szakaszán a Vohma;
- balról: középső szakaszán a Nyeja és a Nagy-Kaksa, alsó szakaszán az Uszta.

## Városok
- Sarja, Kosztromai terület (24 800 fő, 2005)
- Vetluga, Nyizsnyij Novgorod-i terület (9400 fő, 2005)